# Sun City Girls
Sun City Girls est un groupe de rock expérimental américain, originaire de Phoenix, Arizona. À partir de 1981, il était composé d'Alan Bishop (guitare basse, voix), de son frère Richard Bishop (guitare, piano, voix) et de Charles Gocher (percussions, voix). Leur nom était inspiré de Sun City, une communauté pour retraités située en Arizona. Charles Gocher est mort du cancer le 19 février 2007, ce qui a mis fin à l'existence du groupe.

## Historique

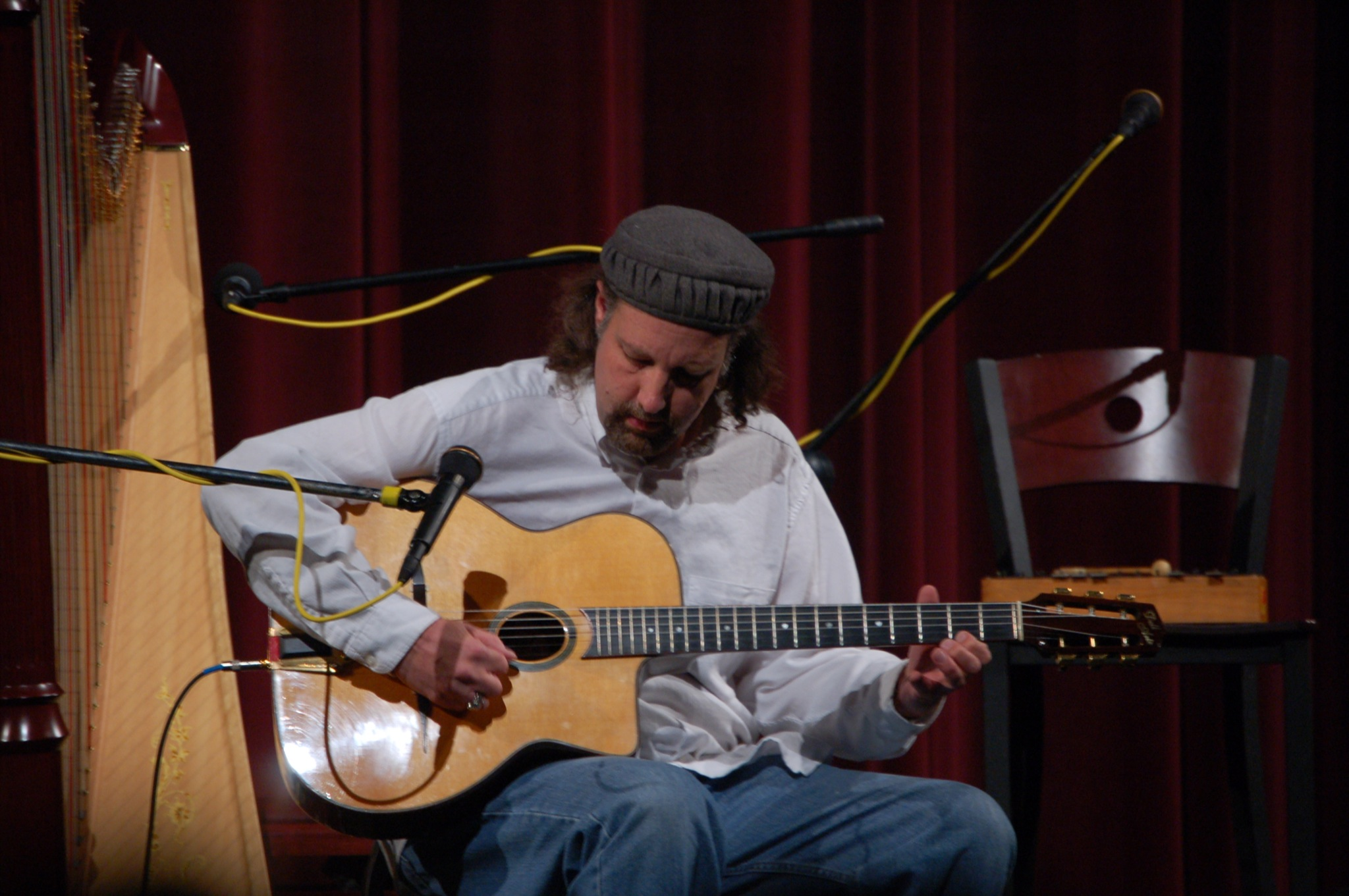
Sir Richard Bishop en 2006.

Issu de la scène punk rock de l'Arizona, qui comprenait aussi Meat Puppets, JFA et The Feederz, Sun City Girl a rapidement commencé à intégrer à sa musique de longues improvisations, de la poésie Beat, de la surf music, du jazz, de la musique pour bande et des éléments de la musique d'Asie du Sud, d'Amérique du Sud, du Moyen-Orient et d'Afrique.
Jusqu'à la fin des années 1980, la plupart de ses productions sont sorties sur cassette audio, devenant légendaires parmi les enthousiastes de la culture cassette. Mais son passage au format LP avait déjà commencé avec des enregistrements fondateurs comme Sun City Girls (1984), Grotto of Miracles (1986), Torch of the Mystics (1990), Dawn of the Devi (1991), Bright Surroundings, Dark Beginnings (1993) et Kaliflower (1994). Dante's Disneyland Inferno et 330,003 Crossdressers from Beyond the Rig Veda, deux doubles-CD publiés en 1996, furent peut-être le sommet de l'esthétique du groupe. Dans les dernières années, SCG a souvent collaboré avec le violoniste Eyvind Kang et l'ingénieur du son Scott Colburn.
En 2008, les membres survivants de Sun City Girls vivent à Seattle. Alan Bishop dirige le label Sublime Frequencies et mène sa carrière sous les noms d'Alvarius B et d'Uncle Jim. Au début des années 1980, il avait fait partie de l'éphémère groupe Paris 1942 avec Maureen Tucker (du Velvet Underground). En 2005, il a sorti une compilation de bandes originales d'Ennio Morricone de la fin des années 1960 et du début des années 1970 sous le titre Crime and Dissonance. Richard Bishop mène une carrière de guitariste solo sous le nom de Sir Richard Bishop. Charles Gocher avait publié en 1997 un CD en solo, Pint Sized Spartacus, et joué avec de nombreux groupes, dont Master Musicians of Bukkake, Tripod et New Session People.
Après la mort de Gocher, Alan et Richard annoncent qu'ils ne joueraient ou n'enregistreraient plus sous le nom de Sun City Girls. Ils prévoient cependant de publier les enregistrements d'archives de Sun City Girls, s'ils en ont le temps.

## Style musical et accueil
Ils obtiennent peu de succès commercial, mais ont su fidéliser une audience dévouée et ont enregistré de nombreux albums acclamés par la critique, distribués à peu d'exemplaires par des labels tels que Placebo, Majora, Eclipse Records, Amarillo Records et le leur, Abduction. Leur style musical est extrêmement varié, allant du spoken word à la musique improvisée en passant par le jazz et le rock. Les paroles de leurs enregistrements portent le plus souvent trace de leur intérêt pour le mysticisme, le paranormal  (particulièrement les OVNI), la religion et autres sujets ésotériques, manifeste aussi dans les titres de beaucoup de leurs chansons et dans les pochettes de leurs albums. Leurs concerts étaient le plus souvent imprévisibles, versant parfois dans la performance, avec des costumes élaborés, un maquillage inspiré par le kabuki et la création d'une ambiance festive et ritualisée avec la participation du public.
Le critique Steve Leggett écrit à leur sujet : « Tout au long de son histoire, SCG est demeuré un ensemble musical exigeant, imprévisible et éclectique, opérant en dehors des aspirations commerciales de l'industrie du disque, et le groupe est devenu une sorte de phare pour tous les musiciens et artistes indépendants. » Dans le Village Voice, Ted Hendrickson affirme qu'« Ils n'ont jamais eu aucun sens, du point de vue commercial, et c'est ce qui les rend amusant. »

## Discographie
Note : Les cassettes distribuées par Cloaven vers 1987-1990 sont classées dans l'ordre de leur sortie. 

### Cassettes
- 1986 : Midnight Cowboys from Ipanema, CS (Breakfast Without Meat), LP/CD, Amarillo Records, 1994
- 1987 : God is My Solar System 1982, CS (Cloaven)
- 1987 : Superpower 1982-83, CS (Cloaven)
- 1987 : Hatchet Rain 1983, CS (Cloaven)
- 1987 : Bleach Has Feelings, Too! 1983-85, CS (Cloaven)
- 1987 : To Cover Up Your Right To Live 1983-85, CS (Cloaven)
- 1987 : Def in Italy 1984, CS (Cloaven)
- 1987 : Folk Songs of The Rich and Evil 1985, CS (Cloaven)
- 1987 : Fresh Kill of a Cape Hunting Dog 1985-86, CS (Cloaven)
- 1987 : Exotica on Five Dollars a Day 1986, CS (Cloaven)
- 1987 : Fruit of The Womb 1986, CS (Cloaven)
- 1987 : Polite Deception 1986, CS (Cloaven)
- 1987 : Famous Asthma 1986-87, CS (Cloaven)
- 1987 : The Palm Leaves of Victory 1986-87, CS (Cloaven)
- 1987 : Cloaven Theatre #1 1987, CS (Cloaven)
- 1987 : Cloaven Theatre #2 1987, CS (Cloaven)
- 1987 : Tibetan Jazz 666 1987, CS (Cloaven)
- 1989 : The Multiple Hallucinations of an Assassin 1987-88, CS (Cloaven)
- 1989 : Cloaven Theatre #3 1988, CS (Cloaven)
- 1989 : Audio Letter to Mitch Meyers 1988, CS (Cloaven)
- 1989 : That Old Western Sieve 1988, CS (Cloaven)
- 1989 : Graverobbing in the Future 1988, CS (Cloaven)
- 1989 : Extra-Sensory Defection, CS (Cloaven)
- 1990 : The Great North American Tricksters, CS (Cloaven)
- 1993 : Pelican 92, CS (Abduction)

### CD
- 1984 : Sun City Girls, LP (Placebo)
- 1986 : Grotto of Miracles, LP (Placebo)
- 1987 : Horse Cock Phepner, (Placebo), LP/CS
- 1990 : Torch of the Mystics, LP (Majora), réédition (Tupelo) 1993
- 1991 : Dawn of the Devi, LP (Majora)
- 1992 : Live from Planet Boomerang, 2-LP (Majora)
- 1993 : Bright Surroundings, Dark Deginnings, LP (Majora), réédition CD (Majora) 1998
- 1993 : Valentines from Matahari, LP (Majora), réédition CD (Majora) 1998
- 1993 : Live at C.O.N. Artists, LP (Poon Village)
- 1993 : Kaliflower, CD/LP (Abduction)
- 1994 : Juggernaut, LP (Abduction)
- 1994 : Piasa...Devourer of Men, LP (Abduction)
- 1994 : Jacks Creek, LP (Abduction)
- 1996 : Dante's Disneyland Inferno, 2-CD (Abduction), 3-LP réédition (Locust) 2002
- 2002 : Wah, CD (Abduction)
- 1996 : 330,003 Crossdressers from Beyond the Rig Veda, 2-CD (Abduction), 3-LP réédition (Locust) 2001
- 1997 : Live from the Land of the Rising Sun City Girls, CD (Japan Overseas)
- 1997 : Box of Chameleons, 3-CD box (Abduction)
- 1998 : Dulce soundtrack, LP (Abduction)
- 2000 : Cameo Demons and Their Manifestations, CD (Abduction) - CFR vol. 1
- 2000 : The Dreamy Draw, CD (Abduction) - CFR vol. 2
- 2000 : Superculto, CD (Abduction) - CFR vol. 3
- 2000 : A Bullet Through the Last Temple, CD (Abduction) - CFR vol. 4
- 2000 : Severed Finger With a Wedding Ring, CD (Abduction) - CFR vol. 5
- 2001 : Sumatran Electric Chair, CD (Abduction) - CFR vol. 6
- 2001 : Libyan Dream, CD (Abduction) - CFR vol. 7
- 2001 : The Handsome Stranger, CD (Abduction) - CFR vol. 8
- 2001 : High Asia/Lo Pacific, 2-CD (Abduction) - CFR vols. 9 & 10
- 2002 : Flute and Mask, CD (Abduction)
- 2003 : God is My Solar System/Superpower, 2-LP (Eclipse)
- 2003 : Bleach Has Feelings, Too!/To Cover Up Your Right To Live, 2-LP (Eclipse)
- 2004 : Carnival Folklore Resurrection Radio, 2-CD (Abduction) - CFR vols. 11 & 12
- 2004 : The Fresh Kill of a Cape Hunting Dog / Def In Italy, 2-LP, réédition (Eclipse)
- 2004 : 98.6 Is Death CD, (Abduction)  - CFR vol. 13
- 2005 : Folk Songs of the Rich and Evil / Exotica on $5 a Day 2-LP, réédition (Eclipse)
- 2005 : Uncle Jim's Superstars of Greenwich Meantime, LP (Black Velvet Fuckere Records)
- 2006 : Static from the Outside Set, CD (Abduction) - CFR vol. 14
- 2006 : Uncle Jim's Superstars of Greenwich Meantime, CD réédition (Abduction)
- 2006 : Live Room, CD (Three Lobed)
- 2006 : Djinn Funnel, LP (Nashazphone)
- 2006 : Piano Bar, LP (Ri Be Xibalba)
- 2006 : For Drummers Only, LP (Ri Be Xibalba)
- 2007 : Beginnings Dark, LP (Enterruption)
- 2008 : Bande originale du film Mister Lonely d'Harmony Korine, avec J. Spaceman, LP/CD (Drag City)
- 2010 : Funeral Mariachi, LP/CD (Abduction)

### 45 tours
- 1987 : And So The Dead Tongue Sang (Pulp)
- 1990 : You're Never Alone With a Cigarette (Majora)
- 1991 : Three Fake Female Orgasms 2 x 7" (Majora)
- 1992 : Let's Just Lounge (Majora)
- 1992 : Napoleon and Josephine (Scratch)
- 1992 : Caroliner tribute (Nuf Sed) (partagé avec The Thinking Fellers Union Local 282)
- 1992 : Eye Mohini (Majora)
- 1993 : Borungku Si Derita double 7" (Majora)
- 1993 : Live...For Chilly (bootleg)
- 2003 : Carl the Barber (partagé en 7" avec Carl Wellman)
- 2003 : Uncle Jim's True Confessions of Homeland Security (Empirical)